# Wolfram Wuttke
Wolfram Wuttke (Castrop-Rauxel, 17 november 1961 - 1 maart 2015) was een Duits voetballer en voetbalcoach die speelde als aanvaller.

## Carrière
Wuttke begon te voetballen in zijn woonplaats bij SG Castrop-Rauxel. Als 15-jarige verhuisde hij naar de jeugdafdeling van Schalke 04. In 1978 won hij de Duitse kampioenstitel met het B-team en maakte hij op 29 september 1979 zijn debuut bij de profs toen hij de bekerwedstrijd tegen KSV Baunatal speelde. Op 6 oktober van dat jaar maakte hij ook zijn debuut in de Bundesliga voor de Knappen en won met 3-0 in het Parkstadion tegen Werder Bremen, en slechts twee weken later scoorde hij zijn eerste doelpunt in de Bundesliga in zijn tweede Bundesligawedstrijd. Hierna werd hij soms ingezet naast ervaren spelers als Rolf Rüssmann, Klaus Fischer en Ulrich Bittcher. In 1980 voelde de club zich echter genoodzaakt Wuttke op te geven om financiële redenen.
In december 1980 stapte Wuttke over naar Borussia Mönchengladbach. Hier brak de aanvaller definitief door en in het seizoen 1981/82 vestigde hij zich onder coach Jupp Heynckes als vaste basisspeler bij Borussia. In december 1982 keerde hij echter terug naar Gelsenkirchen, omdat het bijna degraderende FC Schalke 04 hoopte dat hij hen zou helpen in de degradatiestrijd. Hoewel hij zeven doelpunten maakte in 16 wedstrijden - waaronder een hattrick in de 5-0 overwinning tegen Arminia Bielefeld op wedstrijddag 30 - moest de club zich als derde tegen Bayer Uerdingen terugtrekken uit de Bundesliga. Na een 3-1 nederlaag in Uerdingen en een 1-1 in de terugwedstrijd moest Schalke 04 weer degraderen.
In het seizoen 1983/84 werd Wuttke door manager Günter Netzer naar Hamburger SV gebracht. In dat kampioenschap speelde hij naast Dieter Schatzschneider, Jürgen Milewski en Allan Hansen in de aanval. Omdat het team in 1983 de Europacup I won, werd hij opgeroepen om tegen de Braziliaanse club Gremio Porto Alegre te spelen in de wereldbekerwedstrijd in Tokio op 11 december 1983. De wedstrijd eindigde in een 2-1 nederlaag na extra tijd. Later botste Wuttke een aantal keren met coach Ernst Happel en in het seizoen 1984/85 werd hij gestraft en moest hij gaan trainen met het belofteteam.
Onder de jonge coach Hannes Bongartz werd hij vanaf november 1985 speler bij 1. FC Kaiserslautern, aan wie hij aanvankelijk werd uitgeleend. Deze laatste gebruikte hem niet als aanvaller, maar liet hem optreden als een drijvende kracht op het middenveld. Wuttke trok ook de aandacht van Franz Beckenbauer, de teammanager van de nationale ploeg, met zijn goede prestaties. Hij maakte deel uit van de ploeg voor de eerste internationale wedstrijd na het WK 1986 tegen Denemarken in september, maar speelde niet. In de volgende internationale wedstrijd tegen Spanje werd hij uiteindelijk met internationale onderscheidingen bekroond. In de 2-2-wedstrijd op 15 oktober 1986 werd hij tijdens de rustpauze vervangen door zijn voormalige HSV-collega Wolfgang Rolff. Tot 1988 had hij echter slechts vier optredens in de nationale trui - het Duitse middenveld was goed gevuld met spelers als Lothar Matthäus, Olaf Thon en Wolfgang Rolff. Hij scoorde immers een internationaal doelpunt in zijn 3-1 overwinning op Engeland. Quasi als vervanger van het gebrek aan aandacht in de nationale ploeg, werd hij genomineerd voor de ploeg op de Olympische Spelen van 1988. Met het Olympisch team won hij samen met Karl-Heinz Riedle, Frank Mill en Jürgen Klinsmann de bronzen medaille onder coach Hannes Löhr.
Nadat er al geschillen waren geweest met de coach bij HSV, ontstonden soortgelijke problemen bij 1. FC Kaiserslautern: In de Pfalz ging het in eerste instantie om coach Josef Stabel, voordat Wuttke ook in botsing kwam met zijn opvolger Gerd Roggensack. Na verschillende lusteloze optredens in het seizoen 1989/90 werd hij geschorst bij zijn club en behoorde dus niet meer tot de ploeg die de beker wonnen.
Wuttke verhuisde naar Espanyol Barcelona in de Spaanse Segunda División. Met de club wist hij door te stoten naar de Primera División. In 1992 keerde hij terug naar Duitsland, waar hij ging spelen voor 1. FC Saarbrücken. Onder coach Peter Neururer speelde hij 23 wedstrijden voor de club voordat hij door een blessure als gevolg van een gebroken schouder gedwongen werd zijn carrière te beëindigen.
Nadien was hij nog tweemaal kort coach bij TuS Haltern en TSV Crailsheim.

## Erelijst
- 1. FC Kaiserslautern
  - DFB-Pokal: 1990
- West-Duitsland
- Olympische Spelen 1988

1 Immel ·
2 Buchwald ·
3 Brehme ·
4 Kohler ·
5 Herget ·
6 Borowka ·
7 Littbarski ·
8 Matthäus  ·
9 Völler ·
10 Thon ·
11 Mill ·
12 Illgner ·
13 Wuttke ·
14 Berthold ·
15 Pflügler ·
16 Eckstein ·
17 Dorfner ·
18 Klinsmann ·
19 Sauer ·
20 Rolff ·
Coach: Beckenbauer
- Gemeinsame Normdatei: 1205321128
- Virtual International Authority File: 799157100613372740004